# Az Air France 296-os járatának balesete
Az Air France 296Q járata egy új Airbus A320-111 típusú charterjárat volt, amelyet az Air Charter International üzemeltetett az Air France számára. 1988. június 26-án a gép lezuhant, miközben a Habsheim Air Show részeként a Mulhouse–Habsheim Repülőtér (ICAO repülőtéri kód: LFGB) felett alacsony áthúzást hajtott végre. A több ezer néző előtt lezajlott ütközéssorozat nagy részét videóra vették.
Ez a konkrét járat volt az A320 első utasszállító járata, és a fedélzeten utazók többsége újságíró és egy tombolaverseny nyertese volt, akik jegyeket nyertek a helyi vállalkozások promóciós eseményén. A kis sebességű átrepülésnek leengedett futóművel 100 láb (30 m) magasságban kellett volna megtörténnie; ehelyett a gép 30 láb (9 m) magasan hajtotta végre az átrepülést, súrolta a kifutópálya végén lévő erdő fák tetejét (ami nem szerepelt a pilótáknak adott repülőtéri térképen), és lezuhant. Mind a 136 utas túlélte a kezdeti ütközést, de 3-an meghaltak a későbbi tűz okozta füst belélegzése következtében: egy fiú a 4F ülésen, egy 7 éves kislány a 8C ülésen, aki beszorult az ülése előredőlése miatt, és nehezen tudta kinyitni a biztonsági övet, valamint egy felnőtt, aki élettársa szerint a kijárathoz ért vele, majd visszafordult, hogy megpróbáljon segíteni a 7 évesen. (A gyermek a bátyjával utazott, de külön ültek; a menekülők áradata kisöpörte, amikor a húgát próbálta megtalálni).
A hivatalos jelentések arra a következtetésre jutottak, hogy a pilóták túl alacsonyan, túl lassan repültek, nem látták az erdőt, és véletlenül belerepültek. A kapitány, Michel Asseline vitatta a jelentést, és azt állította, hogy a fly-by-wire számítógép hibája miatt nem tudta a tolóerőt növelni és emelni a repülőgépet. Öt személyt, köztük a kapitányt és az első tisztet később bűnösnek találták gondatlan emberölés vádjában. Asseline kapitány, aki fenntartotta ártatlanságát, tíz hónap börtönbüntetést és további tíz hónap próbaidőt kapott.
Ez volt az Airbus A320 első halálos balesete.

## A repülőgép
A balesetet szenvedett repülőgép, az F-GFKC lajstromjelű, 9-es sorozatszámú Airbus A320-111-es 1988. január 6-án repült először, és június 23-án, három nappal a baleset előtt adták át az Air France-nak. Ez volt a harmadik A320-as, amelyet az Air France-nak szállítottak.

## A repülőgép személyzete
A 44 éves Michel Asseline kapitány csaknem húsz éve pilóta volt az Air France-nál, és a következő képesítésekkel rendelkezett: Caravelle; Boeing 707, 727 és 737; valamint Airbus A300 és A310. Kiváló pilóta volt 10 463 repült órával. 1979 óta kiképző kapitány. Asseline-t 1987 végén nevezték ki a cég A320-as kiképző alosztályának élére. Az Air France műszaki pilótájaként nagymértékben részt vett az A320-as tesztrepülésekben, és a szokásos működési korlátokon túlmutató manővereket hajtott végre. Asseline teljes mértékben megbízott a repülőgép számítógépes rendszereiben.
A 45 éves Pierre Mazières első tiszt 1969 óta repült a légitársasággal, és hat évig volt kiképző kapitány. A Caravelle, a Boeing 707 és 737-es repülőgépekre igazolták, és három hónappal a baleset előtt A320-as kapitányi képesítést szerzett. Mazières 10 853 repült órával rendelkezett.

## Repülési terv
Az incidens idején az új repülőgéptípusból mindössze hármat szállítottak át az Air France-nak, a legújabbat választották az átrepülés végrehajtására.
A repülőgépnek a Párizs-Charles de Gaulle repülőtérről a Bázel–Mulhouse–Freiburg-EuroAirport repülőtérre kellett repülnie egy sajtótájékoztatóra. Ezután a városnéző charter utasok felszálltak, és a repülőgép terv szerint átrepül a kis Mulhouse–Habsheim repülőtérre. A kapitány alacsony magasságon áthalad a 02-es futópálya felett, felemelkedik és visszafordul, majd megismétli a repülést ugyanazon kifutópálya felett az ellenkező irányban (20-as kifutópálya). Ezt követné egy déli városnéző kirándulás a Mont Blanc felé, mielőtt az utasokat visszaviszik a Basel-Mulhouse repülőtérre. Végül a repülőgép visszatér Párizsba.
A pilóták mindegyikének mozgalmas hétvégéje volt, és csak a repülés reggelén kapták meg a repülési tervet. Nem kaptak szóbeli részleteket az átrepülésről vagy magáról a repülőtérről.

## Átrepülés

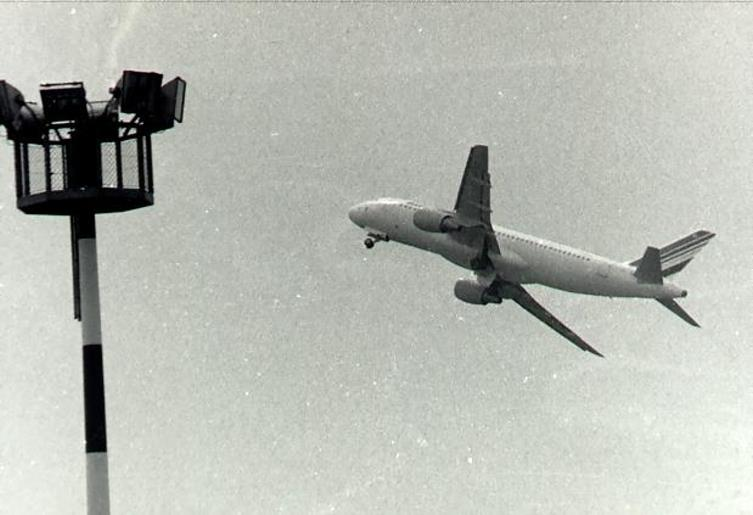
Az F-GFKC felszáll, a Habsheim repülőtérre tart

A repülési terv az volt, hogy amint a gép megközelíti a repülőteret, a pilóta a fékszárnyakat a harmadik állásba állítja, leengedi a futóművet, és felkészül egy vízszintes repülésre 100 láb (30 m) magasságban. . A kapitány lelassítja a repülőgépet a minimális repülési sebességre maximális állásszög mellett, kikapcsolja az "alfa floor"-t (a funkciót, amely egyébként automatikusan TO/GA-ra tolná a hajtómű tolóerejét, amikor az IAS eléri az αMax értéket), és az első tisztre hagyatkozik a motor tolóerejének manuális beállításához a 100 láb tartása érdekében. Az első áthaladás után az első tiszt alkalmazta a TO/GA tolóerőt, és meredeken emelkedett, mielőtt visszafordult a második áthaladásért.
"Már húszszor csináltam ilyet!" - Asseline biztosította első tisztjét.  Az átrepülést az Air France Légiüzemeltetési Igazgatósága és Repülésbiztonsági Osztálya jóváhagyta, a légiforgalmi irányítást és a bázeli tornyot pedig értesítették.
A Habsheim repülőtér túl kicsi volt ahhoz, hogy szerepeljen a repülőgép fedélzeti számítógépén, ezért vizuális megközelítést igényelt; egyik pilóta sem ismerte a repülőteret, amikor elkezdtek ereszkedni 2000 láb (610 m) magasságról, itt már csak 6 tengeri mérföld (11 km) távolságra voltak a repülőtértől. Ez a távolság túl rövid volt ahhoz, hogy stabilizálják a repülőgép magasságát és sebességét az átrepüléshez.  Ezenkívül a kapitány a repülési tervből arra számított, hogy áthalad a 02-es kifutópályán (3281 láb (1000 m) hosszú, burkolt) és erre a repülésre készült. Ám amikor a repülőgép a repülőtérhez közeledett, a pilótafülke személyzete észrevette, hogy a nézők a 34R futópálya mellett gyülekeztek (2100 láb (640 m) hosszú, fű). Ez az utolsó pillanatban történt változtatás a megközelítésben méginkább elvonta a személyzet figyelmét a repülőgép magasságának stabilizálásáról, és gyorsan 40 láb (12 m) alá esett. .
Magasabbról nézve a 34R végén lévő erdő egy másik típusú füves pályának nézett ki, nem pedig annak, ami volt: egy erdő fákkal. De most, hogy a repülőgép mindössze harminc lábon hajtotta végre az átrepülést, a személyzet észrevette, hogy a repülőgép alacsonyabban van, mint a most azonosított veszély, amelyhez gyorsan közeledtek.
A legénység maximális tolóerőt alkalmazott, és Asseline megpróbált emelkedni. A magassági kormányok lapátjai azonban nem reagáltak a pilóta parancsaira, mert az A320 számítógépes rendszere bekapcsolta az „alfa protection” üzemmódot (amelynek célja, hogy megakadályozza a repülőgép átesését). Kevesebb, mint öt másodperccel később a turbinák már elérték a leveleket és az ágakat, miközben a repülőgép siklott a fák tetején. Az égésterek eltömődtek és a motorok meghibásodtak. A repülőgép a földre zuhant.
Hagyományosan a pilóták tiszteletben tartják az alacsony sebességgel és alacsony magasságban történő repülés veszélyeit, és általában nem próbálnak meg olyan közel repülni egy repülőgéppel, hogy a hajtóművek leálljanak. Ebben az esetben azonban az érintett pilóták nem haboztak a repülőgépet a normál minimális repülési sebesség alatt repülni, mert a repülés célja annak bemutatása volt, hogy a repülőgép számítógépes rendszerei biztosítják, hogy a felhajtóerő mindig rendelkezésre álljon, függetlenül attól, hogy a pilóták hogyan kezelték a repülőgépet. Asseline a repülőgéptípussal repülési teljesítményének külső határain történő repüléssel való tapasztalata, hogy ez túlzott önbizalomhoz és önelégültséghez vezethet.

## Baleset és evakuálás
Az ütközés során a jobb szárny leszakadt, a kiömlő üzemanyag azonnal meggyulladt. A légibemutatóról két tűzoltóautó elindult, majd őket mentőautó követte. A helyi segélyszolgálatokat rádión értesítették.
A repülőgépben az összes fény kialudt, mielőtt végső állapotába került, a vészkijáratot jelölő táblákon kívül nem volt világítás.  Sok utas elkábult attól, hogy beütötte a fejét az előtte lévő ülés támlájába. Néhány utasnak nehézséget okozott a biztonsági öv kicsatolása, mert nem ismerték a mechanizmust (amely különbözik az autók biztonsági öveinek típusától). Az vezető légiutas-kísérő utasításokat közölt az utasokkal, de a hangosbemondó kagylója leszakadt. Ezután megpróbálta kinyitni a bal oldali első ajtót, amelyet fák torlaszoltak el. Az ajtó részben kinyílt, és a vészkilépő csúszda felfújódni kezdett, miközben részben beszorult a törzsbe. Egy utasnak és két légiutas-kísérőnek sikerült teljesen kinyitnia az ajtót. Ennek során az egyik utaskísérő és az utas kirepült a törzsből úgy, hogy a csúszda rájuk esett. A légiutas-kísérő ekkor megkezdte az utasok evakuálását, de hamarosan elkezdtek felhalmozódni a csúszda alján, mivel fák és ágak akadályozták útjukat. Amikor a kiürítés folytatódott, a légiutas-kísérő az ajtóban maradt, és segített az utasoknak, amíg nem lélegezte be a tűz okozta füstöt.
Ekkorra a tűz a 10. és 15. üléssor közötti sérült padlószakaszon át a törzs jobb oldalába hatolt. Egy utas megpróbálta kinyitni a bal oldali szárny feletti kijáratot. Nem nyílt ki, ami szerencsés volt, mert ekkor már tűz volt a bal szárnyon is.
Miután a rohanó emberek távoztak, és az utaskabin gyorsan mérgezővé vált, az első ajtóhoz állt, és visszakiáltott a kabinba. Nem érkezett válasz, és a sűrű fekete füst lehetetlenné tette a szemrevételezést, ezért kilépett a törzsből. A hátsó ajtón keresztüli evakuálás gyors és zökkenőmentes volt a repülőgép hátuljában lévő légiutas-kísérők utasításainak köszönhetően.
Megérkezett a légibemutató orvosi csoportja és megkezdte az utasok vizsgálatát. Tíz perccel a baleset után megérkezett az első tűzoltóautó. Ám az erdő miatt csak a kisebb járművek tudták elérni a roncsot. A repülőgépet a farokrészen kívül tűz emésztette.
A fedélzeten tartózkodó 136 ember közül hárman nem menekültek el. Az egyik egy Hervé Liermann nevű, fogyatékkal élő, 14 éves fiú volt a 4F ülésen, nem tudott mozogni. Egy másik a 7 éves Mariama Barry volt a 8C ülésen, aki beszorult, és nem tudta eltávolítani a biztonsági övét, miután az ülés háttámlája rázuhant. A harmadik egy Marie-Françoise Froesch nevű nő volt, aki elérte a bejárati ajtót, majd visszatért, hogy segítsen a lánynak.
Harmincnégy utast kellett kórházba szállítani égési és egyéb sérülések miatt. Mindkét pilóta könnyebb fejsérülést szenvedett, valamint füstmérgezést és sokkot kapott.

## A baleset kivizsgálása
A hatósági vizsgálatot a Polgári Repülésbiztonsági Vizsgáló és Elemző Iroda (BEA), a francia légibaleseteket vizsgáló iroda végezte az Air France és az Airbus együttműködésével.  Bár a hivatalos vizsgálatot franciául írták, a BEA 1989. november 29-én kiadta az angol verziót.

### Repülési adat- és hangrögzítők
A gép feketedobozait továbbra is rögzítve találták az el nem égett farokrészben. A pilótafülke hangrögzítője (CVR) a kezdeti becsapódás után körülbelül 1,5 másodpercig működött. A digitális repülési adatok rögzítője (DFDR) körülbelül egy másodpercig működött, majd további két másodpercig értelmetlen adatokat rögzített. Az áramellátás megszakadása a farokrész előtt történt – valószínűleg a futóműakna területén, amely súlyosan megsérült.
A CVR-t június 26-án éjszaka olvasták be a BEA-ben. Az átírást később az érintett pilóták segítségével tisztázták. A szalag sebességét a repülőgép áramellátásának 400 Hz frekvenciáját használva állították be, majd szinkronizálták a légiforgalmi irányítás felvételeivel, amelyek időkövetést is tartalmaztak.

### Repülőgép és hajtóművek
A nyomozók megállapították, hogy a repülőgép repülésre alkalmas volt, súlya és súlypontja a határokon belül volt, és nincs bizonyíték a mechanikai vagy elektronikus rendszerek meghibásodására.
A pilótafülke személyzete úgy vélte, hogy a hajtóművek nem reagáltak a teljes teljesítmény alkalmazására. A CFM56-5 motoroknál négy másodpercre van szükség ahhoz, hogy 29%-os N1-ről (alapjárat) 67%-ra emelkedjen. Ezután még egy másodpercre van szükség ahhoz, hogy 67-ről 83%-ra emelkedjen a hajtómű teljesítménye. A DFDR-en rögzített motorparaméterek és a CVR-en a motorhangok spektrális elemzése alapján megállapították, hogy 5 másodperccel a TO/GA teljesítmény alkalmazása után az Nº1 motor fordulatszáma 83%, míg az Nº2 motoré 84% volt. A motorhangok spektrális analízise azt mutatta, hogy 0,6 másodperccel később mindkét hajtómű elérte a 91%-ot (ebben a szakaszban elkezdték felszívni a növényzetet). A motorok válasza megfelelt a tanúsítási adataiknak.

### Hivatalos jelentés
A BEA hivatalos jelentése arra a következtetésre jutott, hogy a baleset valószínű oka a következők kombinációja volt:
- Nagyon alacsony átrepülési magasság, alacsonyabb, mint a környező akadályok;
- Alacsony sebesség, ez tovább csökkent a lehetséges maximális állásszög elérésének megelőzése érdekében;
- A motorok fordulatszáma alapjáraton; és
- Az átstartoláshoz szükséges tolóerő késői alkalmazása.

Az iroda továbbá arra a következtetésre jutott, hogy ha a 100 láb alá süllyedés nem volt szándékos, annak oka lehet, hogy a személyzet nem vette megfelelően figyelembe a rendelkezésükre álló vizuális és hangzási információkat a "földszint feletti" (AGL - above grund level) magassággal kapcsolatban.
A jelentés emellett a következőket javasolta:
- Az utasokat ki kell tiltani minden bemutató járatról
- A repülőszemélyzettel megfelelően ismertetni kell a repülőterek elhelyezkedését, kialakítását
- A légitársaságok eljárásait felül kell vizsgálni annak biztosítása érdekében, hogy megfeleljenek a magasságra vonatkozó hivatalos előírásoknak

### Ítéletek
1996-ban Asseline kapitányt, Mazières első tisztet, két Air France tisztviselőt és a repülőshow-t szponzoráló repülőklub elnökét gondatlan emberöléssel vádolták meg. 1997-ben mind az öt személyt bűnösnek találták. Asseline-t eredetileg hat hónap börtönbüntetésre ítélték tizenkét hónap próbaidővel. Mazières-t tizenkét hónap felfüggesztett börtönbüntetésre, a többieket próbaidőre ítélték. Asseline elhagyta a bíróságot, és közölte, hogy fellebbezni fog Franciaország legfelsőbb bíróságához. A francia jog szerint Asseline-nek alá kellett vetnie magát a börtönrendszernek, mielőtt a Semmítőszék tárgyalhatta volna az ügyét. 1998-ban Asseline fellebbezését elutasították, és büntetését tíz hónap börtönbüntetésre, valamint tíz hónap próbaidőre emelték.

## Fordítás
Ez a szócikk részben vagy egészben  az   Air France Flight 296Q című angol Wikipédia-szócikk ezen változatának fordításán alapul.  Az eredeti cikk szerkesztőit annak laptörténete sorolja fel. Ez a jelzés csupán a megfogalmazás eredetét és a szerzői jogokat jelzi, nem szolgál a cikkben szereplő információk forrásmegjelöléseként.

## Kapcsolódó szócikk
- Légi közlekedési balesetek listája

1. ↑  YouTube-videó. YouTube